# ꭁ
Cette page contient des caractères spéciaux ou non latins. S’ils s’affichent mal (▯, ?, etc.), consultez la page d’aide Unicode.
Le ꭁ, appelé o barré diagonalement dans le schwa ou e dans l’o barré diagonalement culbuté, est une lettre additionnelle latin utilisée dans la transcription phonétique d’Otto Bremer.

## Utilisation

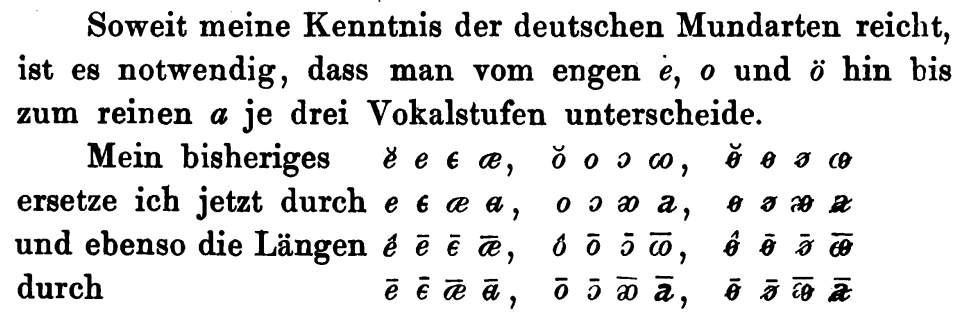
Tableau présentant les symboles de certaines voyelles d’Otto Bremer de 1893 et leurs équivalents de 1898.

En 1898, Otto Bremer utilise ce symbole ‹ ꭁ › dans la deuxième version de sa transcription phonétique. Bien que décrit comme étant une ligature formée de a et ø, il a la forme d’une ligature composée de ə et ø. Dans Zur Dialectgeographie Westfalens, une description des dialectes de Westphalie, Theodor Baader, utilise le symbole avec la forme d’une ligature a-ø.

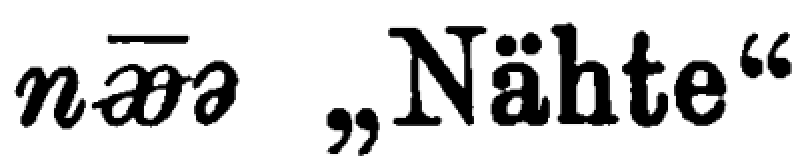
Nähte transcrit nꭁ̄ə dans Herdemann 1921

## Représentations informatiques
Cette lettre peut être représenté avec les caractères Unicode (Latin étendu E) suivant :
| formes    | représentations | chaînes de caractères | points de code | descriptions                             |
| --------- | --------------- | --------------------- | -------------- | ---------------------------------------- |
| minuscule | ꭁ               | ꭁ                     | U+AB41         | lettre minuscule latine oe culbuté barré |